# 15-cm SIG 33
 (août 2015).
Si vous disposez d'ouvrages ou d'articles de référence ou si vous connaissez des sites web de qualité traitant du thème abordé ici, merci de compléter l'article en donnant les références utiles à sa vérifiabilité et en les liant à la section « Notes et références ».
Le sIG 33 ou « 15-cm schwere Infanterie Geschutz 33 » était un obusier lourd allemand destiné à apporter un appui-feu local aux bataillons d'infanterie (deux pièces par bataillon), en coopération avec les obusiers légers 7,5-cm leIG 18 (quatre pièces par bataillon). Il fut mis en service à partir de 1933, souvent monté sur châssis chenillés à partir de 1940 (15-cm sIG 33 auf Geschutzwagen I Ausf B ; 15-cm sIG 33 auf PzKpfw 38(t)Bison ; Hetzer Starr...), et délaissé après la Seconde Guerre mondiale.

## Historique
Dès le début des années 1920, l’état major de la Reichswehr sollicita la dotation de deux types de pièces d’artillerie dans les unités d’infanterie :
- un obusier de 75 mm, le IG 18
- un obusier lourd de 150 mm.

Les premières études du SIG débutèrent en 1927 aux usines Rheinmetall-Borsig AG de Düsseldorf et la production en série commença en 1933. L’effondrement du Reich mit fin à sa production. Puissant et efficace, le SIG 33 souffrait de deux handicaps : son poids et son encombrement. Les techniciens s’employèrent à atténuer ces défauts en essayant tout d’abord de limiter son poids.
- Le modèle A, entièrement construit en acier, était équipé de roues en acier embouti avec des jantes métalliques permettant le remorquage hippomobile.
- Le modèle B était équipé d’un affût en alliage offrant un gain de poids, mais il ne fut développé qu’en petite quantité.
- Le modèle C, construit entièrement en alliage, ne dépassa pas le stade du prototype, la Luftwaffe ayant, à partir de 1939, obtenu le monopole d’utilisation des alliages légers pour la construction de ses aéronefs.

N’ayant pas réussi à le rendre plus léger, les techniciens essayèrent de le rendre plus maniable en l’installant sur des châssis chenillés déclassés, avec plus ou moins de succès. D’abord installé sur le Panzer I, il s’avéra rapidement que le moteur de celui-ci était trop faible pour propulser le SIG 33. Des conversions sur châssis de PzKpfw II, 38 (t) surnommé Bison, chenillette Lorraine et PzKpfw III furent plus efficaces. Une autre évolution fut l’adoption de jantes équipées de bandages caoutchoutés permettant la traction par camions ou véhicules semi-chenillés. Certaines jantes furent équipées de rayons en bois, allégeant quelque peu l’affût. On le trouva en dotation dans la compagnie d’obusier (13e compagnie) du bataillon d’infanterie et affecté au 4e peloton dont l’effectif d’un officier, cinq sous-officiers et trente-trois artilleurs était chargé de la mise en œuvre et du déplacement des 2 SIG. Chaque obusier était remorqué par un attelage de six chevaux dirigé par trois soldats. L’autre partie de l’équipage était transportée sur l’avant-train de la pièce. Les autres personnels avaient pour mission la protection, les transmissions de demandes de soutien, la réception des ordres et le réglage des tirs ainsi que les missions administratives et de soutien. La qualité de l’entraînement permettait souvent à l’unité d’infanterie de gérer les informations et de les transmettre efficacement à l’échelon supérieur. À l'été de 1941, la Wehrmacht était équipée d’un parc de 867 canons d'infanterie lourds SIG 33.
Après 1918, la plupart des armées avaient abandonné le concept du canon spécialisé dans le soutien de l’infanterie au bénéfice du mortier. Cependant, les Allemands conservèrent deux types d’obusiers, un léger et un lourd, dans le régiment d'infanterie, ce qui permettait, en général, à l’artillerie régimentaire allemande d’exécuter ses missions d'appui feu efficacement (l’obus du SIG 33 pesait environ 38 kg) sans faire appel aux batteries des régiments d'artillerie divisionnaire. Le SIG 33 était employé dans des tirs contre l’infanterie, la destruction de fortifications de campagne et, occasionnellement, de véhicules blindés. Doté théoriquement d’une capacité antichar, le SIG 33 pouvait aussi tirer des obus à charge creuse. On s’aperçut rapidement que cette munition était peu efficace et qu’un obus classique de 150 mm brisant venait à bout des chars et des véhicules blindés.
Cependant, le poids de la pièce ne lui permettait pas une mobilité suffisante dans ce type de combat. Une munition spéciale, le Stielgranate 42, projectile chargé par la bouche et équipé d’ailettes de guidage fut utilisé pour la destruction de fortifications, casemates et autres bunkers. Ce projectile avait une portée limitée. La cadence de tir du SIG 33 était limitée à 3-4 coups/min à cause du chargement manuel d’obus et de charges propulsives séparées. La munition, Infanteriegranade 33 ou 38, avait une charge de 8,290 kg de TNT ou d'amatol. Celle-ci, à base d’explosif brisant, avait un pouvoir déflagrant assez puissant pour occasionner des dommages importants aux superstructures les plus résistantes. Il existait aussi des munitions fumigènes pouvant être tirées par le SIG 33.